# Bergduivel
De bergduivel, ook wel Australische bergduivel of moloch, (Moloch horridus) is een bodembewonende hagedis uit de familie agamen (Agamidae). Het is de enige soort uit het monotypische geslacht Moloch.
De bergduivel wordt beschouwd als een van de excentriekste hagedissen door de levenswijze en het afschrikwekkende uiterlijk. Het is echter een kleine soort, de lichaamslengte exclusief de staart is ongeveer 10 centimeter. De hagedis eet uitsluitend mieren en kan per maaltijd vele honderden tot enkele duizenden exemplaren oplikken. De bergduivel kent een hoog ontwikkelde vorm van passieve verdediging door dikke, gekromde en scherpe stekels over het gehele lichaam. De agame wordt ondanks het afschrikwekkende uiterlijk beschouwd als een volkomen weerloos dier.
De agame komt alleen voor in delen van Australië, alleen in het westelijke en centrale deel. In het oosten van Australië komt de soort niet voor. De bergduivel leeft in hete streken zoals halfwoestijnen en woestijnen. De meeste hagedissen die in hete gebieden leven zijn razendsnel als ze door de zon zijn opgewarmd, de bergduivel is echter een zeer slome soort. De huid van de hagedis is voorzien van een hygroscopisch systeem om het lichaam van water te voorzien.
De bergduivel is wat uiterlijk betreft uniek in zijn soort: de verschillende aanpassingen zijn heel karakteristiek en komen binnen de reptielen bij geen enkele andere groep voor. Alleen de padhagedissen (geslacht Phrynosoma) zijn te verwarren als gevolg van een convergente evolutie.

## Verspreiding

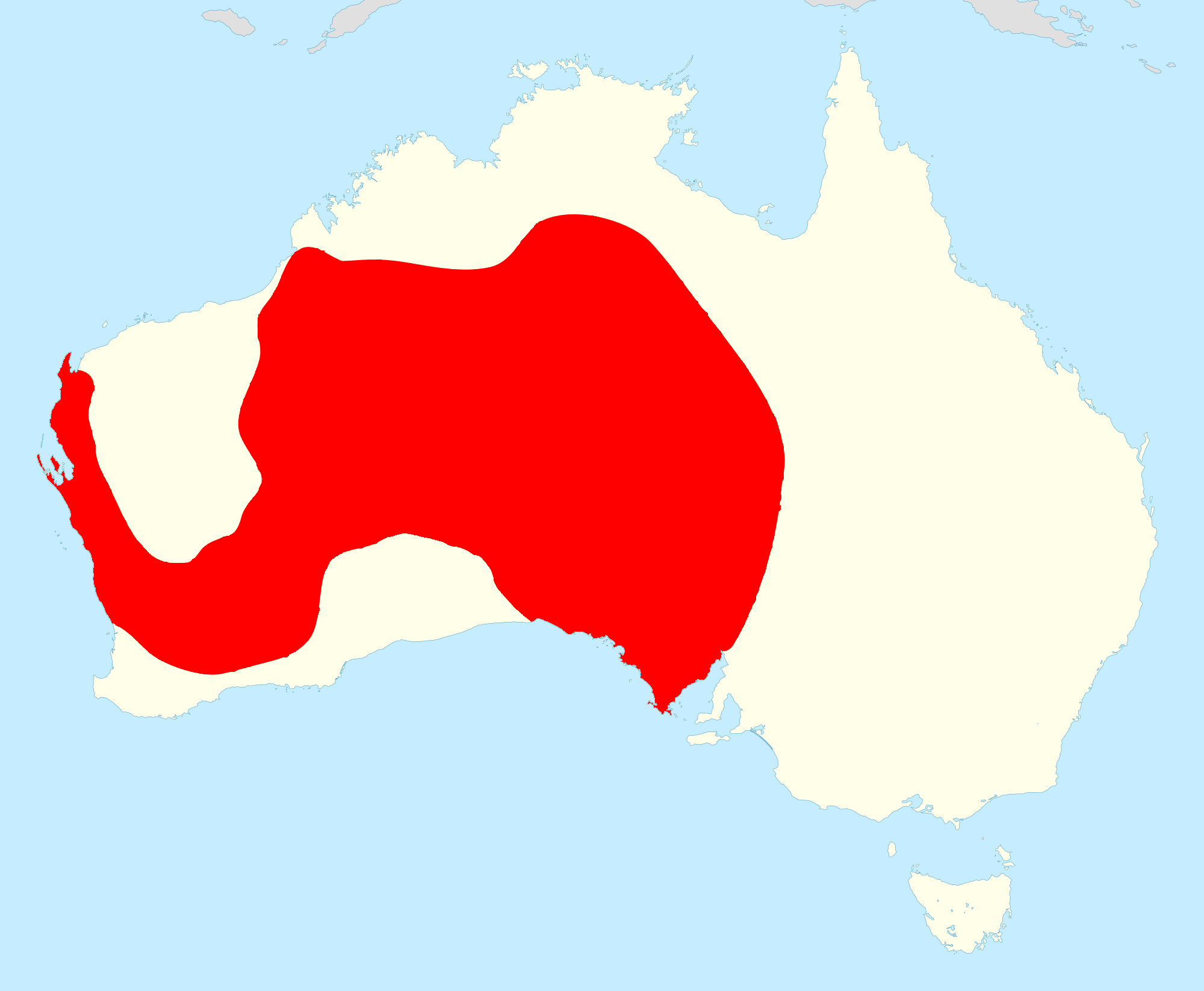
Verspreiding in het rood.

De bergduivel leeft in droge tot zeer droge streken in midden en westelijk Australië. De hagedis is hier endemisch en komt nergens anders ter wereld voor. De bergduivel leeft in de deelstaten Noordelijk Territorium, Queensland, Zuid-Australië en West-Australië. In New South Wales komt de hagedis niet voor en ook op de eilanden rond Australië ontbreekt de soort.

### Habitat
De habitat bestaat uit woestijnen, steppes en halfwoestijnen, de agame is gebonden aan een klein aantal van de vele tientallen soorten mieren in Australië welke hun nesten in zandgrond maken. De leefomgeving van de bergduivel bevat altijd objecten om een hol onder te graven, zoals struiken en stenen, en er moeten mierennesten in de buurt zijn. Een deel van de omgeving wordt gebruikt om de ontlasting af te zetten. De bodem moet deels bestaan uit een strooisellaag van dode bladeren of graspollen. De bergduivel is door de specifieke leefomgeving en voedselbehoeften zeer moeilijk in gevangenschap te houden.
Over de verspreidingsdichtheid van de bergduivel is vrijwel niets bekend. Waarschijnlijk komt de agame plaatselijk vrij algemeen voor maar vanwege de verborgen levenswijze en goede camouflage wordt het dier zelden gezien. Door de internationale natuurbeschermingsorganisatie IUCN is de beschermingsstatus 'veilig' toegewezen (Least Concern of LC).

## Uiterlijke kenmerken

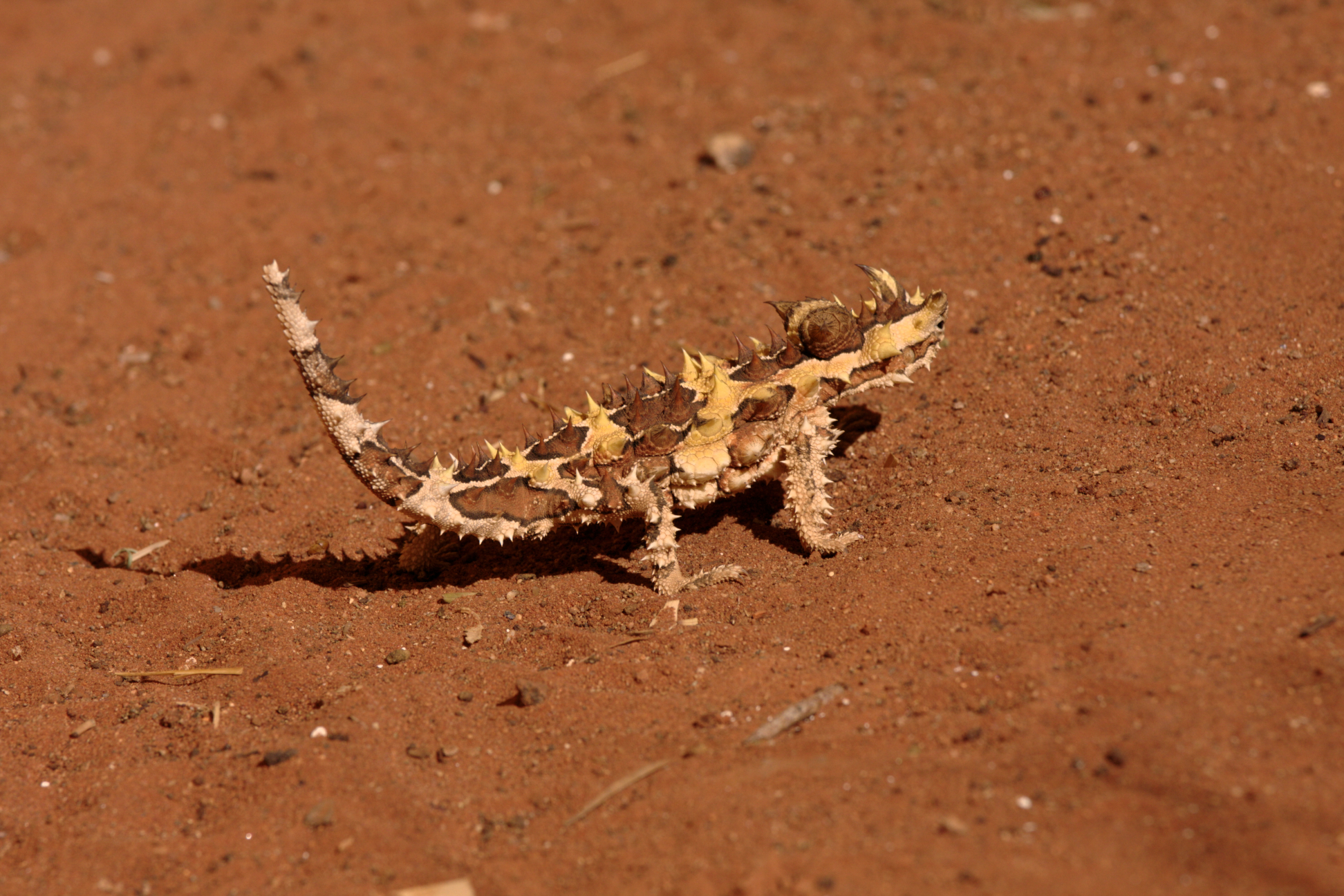
Een wandelende bergduivel.

De bergduivel heeft een opmerkelijke lichaamsbouw en ziet er met enige fantasie uit als een wandelende doornstruik. De hagedis heeft een totale lichaamslengte van vijftien tot achttien centimeter. De vrouwtjes zijn grover gebouwd en worden groter dan de mannetjes. Vrouwtjes bereiken een kopromplengte van ongeveer 80 tot 110 millimeter, mannetjes bereiken een maximale lengte van 96 mm. Vrouwtjes worden ook zwaarder; ze bereiken een gemiddeld gewicht van 46 gram terwijl mannetjes gemiddeld 31 gram zwaar worden.
De lichaamskleur is variabel en is meestal zandkleurig met donkere vlekken. Veel exemplaren hebben een vlampatroon van krullerige strepen die donkeromzoomd zijn. Door deze kleuren valt de hagedis volledig weg tegen een ondergrond van dode bladeren en struiken, het grillige kleurpatroon breekt het lichaam als het ware in delen. Het lichaam lijkt met name als de bergduivel zich niet beweegt sprekend op een dorre struik. De agame is in staat om de lichaamskleur te veranderen waarbij deze lichter of donkerder worden. In de ochtend is de kleur grauwer dan in de middag, als de temperaturen hoger zijn. Er is ook variatie per populatie; sommige dieren zijn vrij egaal grijsbruin van kleur terwijl andere een bonte kleurschakeling hebben van rood, oranje en geel, afgewisseld met donkere kleuren. Het kleurpatroon van de bergduivel valt weg tegen de kleuren van de rode Australische woestijnen.

### Kop, poten en staart

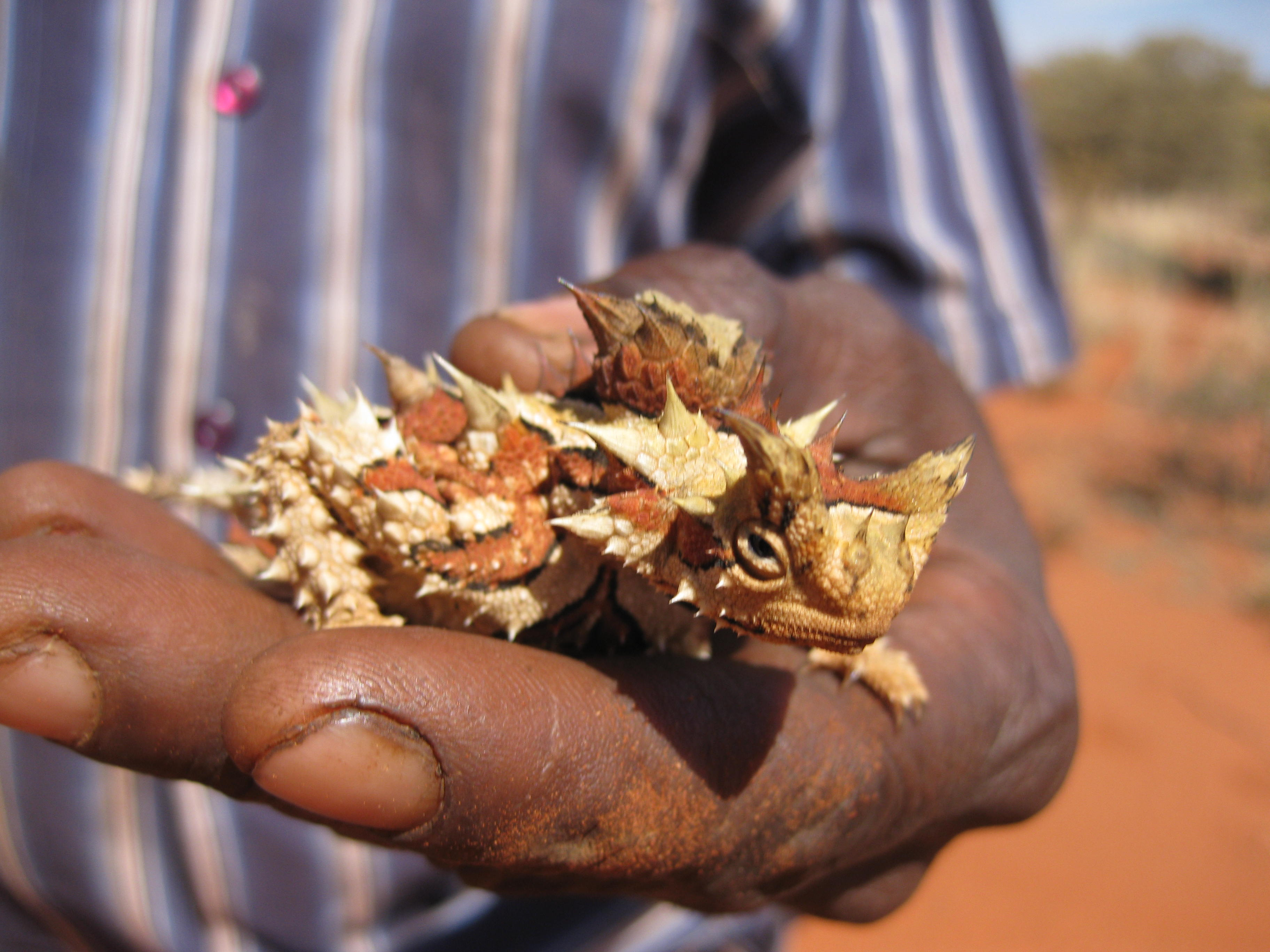
Detail van de kop en voorzijde.

De kop is vrij klein en is voorzien van twee vergrote en zijwaarts uitstekende hoornachtige stekels die gepositioneerd zijn boven de ogen. De ogen zijn vrij klein en hebben een ronde pupil. De ogen steken af door de lichter gekleurde oogschubben. Het gebit van de bergduivel bestaat uit kleine tandjes, met daarachter kiezen die zijn voorzien van een kroon. De kiezen zijn aangepast om de belangrijkste prooidieren -mieren- te vermalen. Mieren hebben een dik chitinepantser dat onverteerbaar is, zie ook onder voedsel.
Een bijzondere aanpassing van de bergduivel is de vergrote bult in de nek, achter de kop. Deze bult draagt grote stekels en bij bedreiging kromt de hagedis de kop naar onderen, tussen de voorpoten. De nuchale bult wordt hierdoor naar de voorzijde gebracht, en dient als een 'tweede kop'. Als hagedissen een duidelijk vergrote structuur hebben, zoals een dikke staart of een kwab achter de kop, dienen deze meestal als vetopslagplaats voor mindere tijden. Het vet dient niet alleen om het lichaam van brandstof te voorzien, maar bij de verbranding komt ook water vrij zodat een dergelijke vetopslag tevens een watervoorraad is. Bij de bergduivel slinkt de bobbel echter niet als het voedselaanbod vermindert, zodat men vermoedt dat het uitsluitend dient ter verdediging.
De poten zijn relatief klein en erg stijf, de bergduivel kan absoluut niet rennen of springen en heeft een trage voortbeweging. De schommelige manier van voortbewegen doet enigszins robotisch aan.
De poten dragen duidelijke nagels, die dienen als werktuig bij het graven. Hiermee kan de bergduivel kleine holletjes graven als er gevaar dreigt. Waarschijnlijk dient dit om bosbranden te overleven. Ook worden holletjes gegraven met een kamer aan het einde om de eieren in af te zetten.
Bij de bergduivel ontbreken de zogenaamde femorale poriën. Dit zijn excretie-uitgangen in de huid die gepositioneerd zijn aan de onderzijde van de dijen van de achterpoten. De femorale poriën scheiden een vettige geurstof af op de ondergrond. De meeste agamen bezitten dergelijke poriën en sommige agamensoorten zijn aan de kenmerken van de poriën te herkennen.
De staart doet door de vele knobbelige stekels denken aan een strijdknots; een knuppel die is voorzien van stekels. Andere hagedissen die een met stekels bezette staart hebben, zoals de doornstaartagamen, gebruiken deze daadwerkelijk om vijanden van zich af te slaan maar de bergduivel kan de staart niet snel bewegen.

### Huid

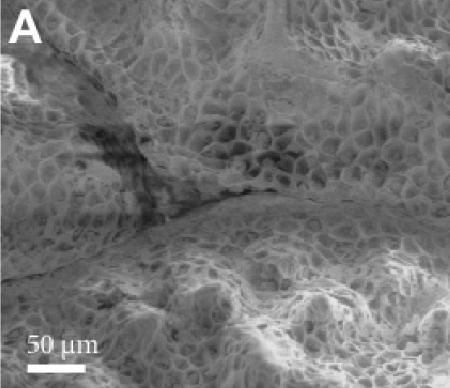
De cellen die de huidkanaaltjes bedekken hebben een honingraatstructuur en zijn waterafstotend.

De bergduivel heeft net als alle reptielen een schubbenhuid, die het lichaam beschermt tegen uitdroging. De huid is over het gehele lichaam voorzien van knobbels die een stekel dragen. Deze stekels zijn ontstaan uit schubben, ze zijn verhoornd en zeer stevig. De stekels komen over het gehele lichaam voor, van de kop tot de staart en zowel aan de boven- als aan de onderzijde. De stekels aan de buikzijde zijn wel aanmerkelijk kleiner dan die op de rugzijde en de knobbels ontbreken hier.
De bergduivel neemt geen water op door te drinken, maar gebruikt de huid als watervoorziening. De complexiteit van deze aanpassing is onovertroffen. Tussen de doorns lopen zeer kleine kanaaltjes die water in een plas waar het dier in staat of dauwdruppels die aan de huid worden gevormd omhoog transporteren. De huid vervult hierdoor een functie als hygroscopisch systeem, het huidoppervlak zuigt water op uit de omgeving. De werking is vergelijkbaar met de sapstroom in de nerven in een boom en grondwater dat opstijgt; door de kleine schaal treedt capillaire werking op.
De huid van de bergduivel bevat hiertoe vele zeer kleine kanaaltjes, die over het gehele lichaamsoppervlak lopen, ook over de poten en de staart. De huid langs de kanaaltjes is voorzien van honingraatachtige huidcellen die sterk waterafstotend zijn. De kanaaltjes staan met elkaar in verbinding en hebben een sterke capillaire werking. Hierdoor wordt het water gemakkelijk door de kanaaltjes naar de voorzijde van het lichaam gevoerd. Als een deel van de huid van de bergduivel in aanraking komt met water, wordt het opgenomen door de kanaaltjes. De hagedis hoeft hierdoor geen water op te likken; zodra een deel van een poot of de staart in een waterplas gedoopt wordt, is binnen enkele momenten het gehele lichaam vochtig door de zuigkracht van de kanaaltjes. Ook worden dauwdruppels die worden afgezet op het lichaam 'opgenomen' door de huid. De huid neemt feitelijk geen water op, het transporteert het vocht slechts naar de monddelen. De hagedis is namelijk niet in staat om water op te nemen door de huid zoals een amfibie. Als de huid waterdoorlatend zou zijn maakt dat de hagedis kwetsbaar voor droogte en zou de bergduivel het niet lang uithouden in zijn natuurlijke leefomgeving.
Het vocht moet naar de monddelen worden gebracht om in het lichaam te kunnen worden opgenomen. Dit geschiedt door de sterke capillaire werking waardoor een filmlaagje water over het lichaam wordt gebracht zodat uiteindelijk de monddelen worden bevochtigd. De hagedis krijgt door deze aanpassing water binnen terwijl het dier hier geen moeite voor hoeft te doen. Door smakkende bewegingen te maken met de bek wordt het vocht ten slotte opgenomen.

## Jaar- en dagactiviteit

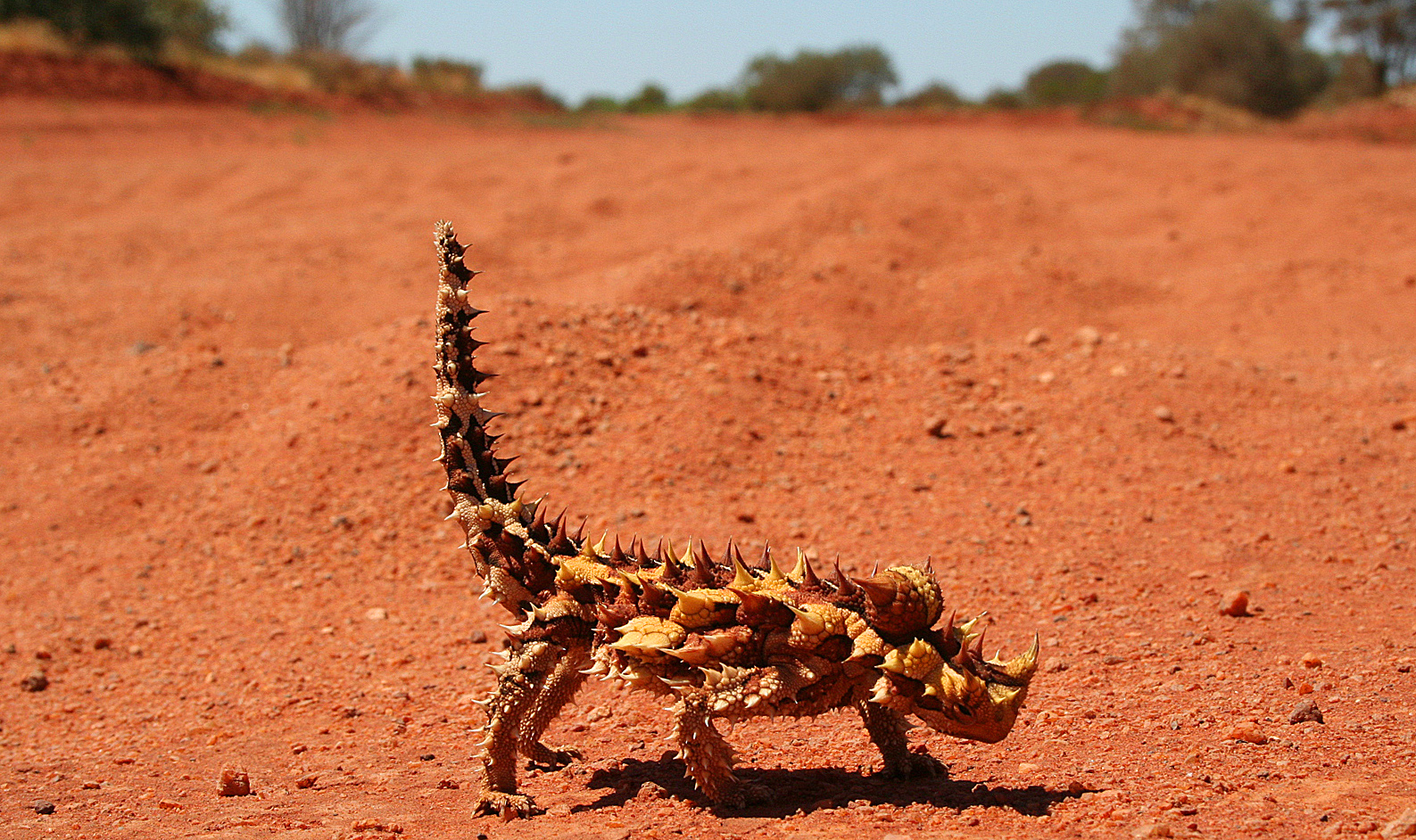
De bergduivel leeft in zandwoestijnen.

De bergduivel is het actiefst in de lente en het begin van de zomer, in Australië loopt deze periode in de maanden augustus tot december. De hagedis komt alleen uit het hol om op mieren te jagen en zich van ontlasting te ontdoen. De bergduivel gebruikt altijd een vaste plaats om de fecaliën af te zetten, wat heel ongebruikelijk is bij de reptielen. Dergelijke afzetplaatsen zijn makkelijk te herkennen door de aanwezigheid van ronde, zwarte keutels, die een glazig uiterlijk hebben. De keutels bestaan uit de zwarte, onverteerbare delen van de mieren. De agame trekt zich 's nachts terug in een hol in de grond, dat vaak onder een struik wordt gegraven. Daarnaast wordt ook op het heetst van de dag het hol opgezocht. De bergduivel kan temperaturen van meer dan 50 graden Celsius verdragen die andere hagedissen fataal zouden worden. De gemiddelde lichaamstemperatuur is 33 graden Celsius.
De zomermaanden in Australië zijn de maanden januari en februari en gedurende deze tijd is het in de woestijnen zelfs voor de bergduivel te heet. De hagedis schuilt dan veel in zelfgegraven holen. De wintermaanden juni en juli zijn juist te koud voor de hagedis en de activiteit wordt gedurende deze periode op een laag pitje gezet. De bergduivel houdt echter geen echte winterslaap zoals sommige andere reptielen.

## Voortplanting en ontwikkeling

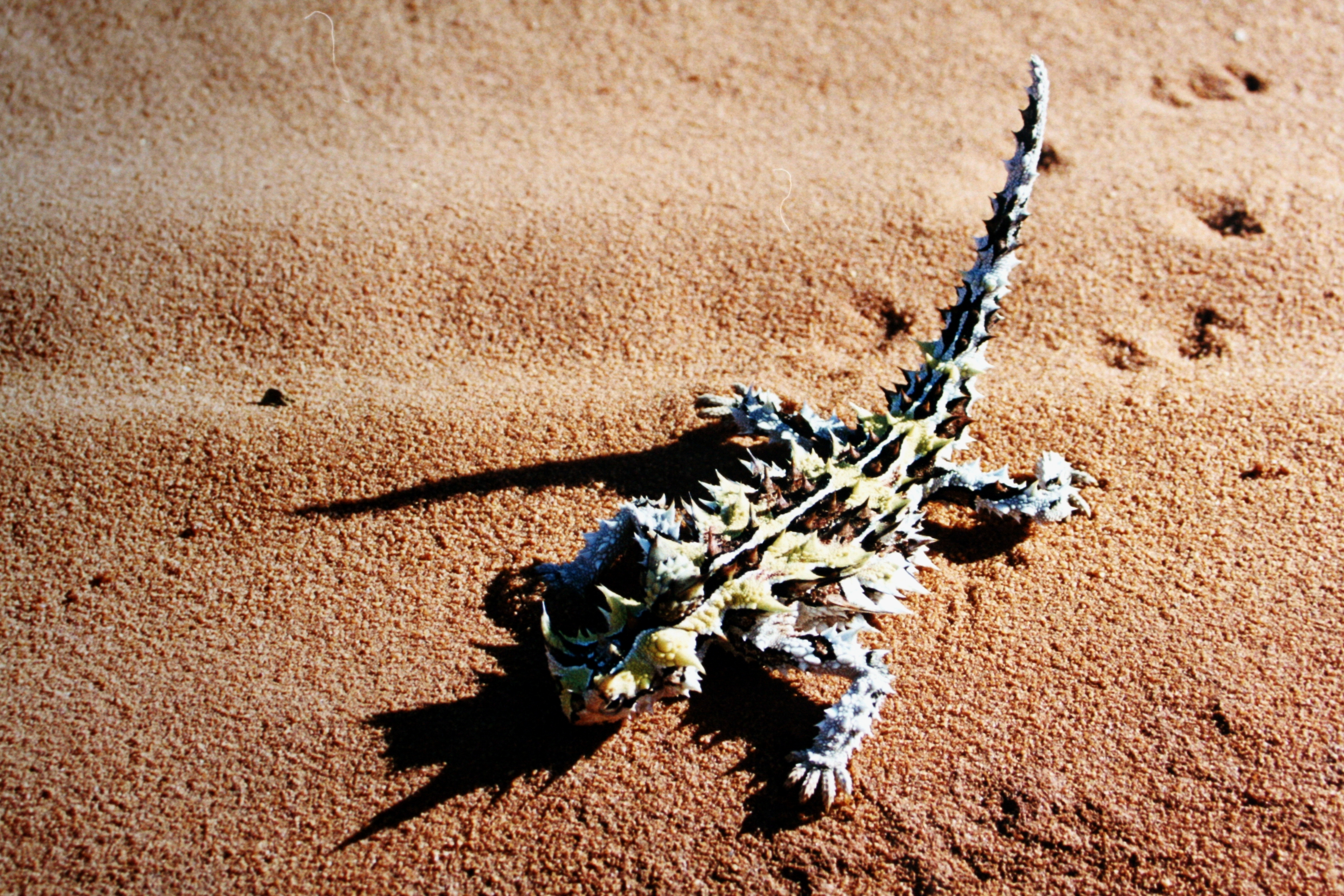
De bergduivel legt alleen langere afstanden af op zoek naar een partner.

In de maanden oktober tot november vindt de paartijd plaats. De hagedissen leggen hierbij grotere afstanden af dan gebruikelijk, op zoek naar een partner. De mannetjes bewaken geen territorium zoals van veel andere agamen bekend is en bevechten elkaar niet.
Er zijn slechts enkele waarnemingen van de paring, er is beschreven dat het mannetje met zijn kop knikt als hij een partner tegenkomt, dergelijk gedrag is ook van andere agamen bekend. Het mannetje onderzoekt of een vrouwtje bereid is tot paren door op haar te klimmen en als ze niet paringsbereid is rolt ze over de bodem om het mannetje van haar lichaam af te werpen. De vrouwtjes steken veel energie in het voorzien van voedsel van de embryo's, van drie onderzochte exemplaren bleek dat ze meer dan een derde van het lichaamsgewicht verloren gedurende de ontwikkeling van de eieren.
De eieren zijn relatief zeer groot; 2,5 centimeter lang en meer dan een centimeter breed. De eieren worden afgezet in ondergrondse nestkamers die middels een gang wat dieper onder de grond worden afgezet. De nestgangen en -kamers worden altijd in zanderige bodems gecreëerd. De nesten worden niet in de diepte gegraven maar bestaan uit een horizontale gang onderaan een zandheuvel. Een vrouwtje is hier twee tot drie dagen mee bezig en zet daarna een legsel af bestaande uit drie tot tien eieren. Er wordt jaarlijks altijd een enkel legsel geproduceerd, bij de meeste andere agamen worden meerdere legsels afgezet. De nestgang eindigt altijd in een vergrote kamer, deze is zo groot dat het naast de eieren een luchtvoorraad bevat die de zich ontwikkelende embryo's van zuurstof voorziet. Het nest wordt altijd gegraven op een zuidhelling van een zandheuvel, hier schijnt de zon minder fel en zijn de temperaturen lager maar ook stabieler. De nesttemperatuur is vrijwel constant 31 graden Celsius.
De eieren komen na drie tot meer dan vier maanden uit, gemiddeld na 118 dagen. Het geboortegewicht van de juvenielen is ongeveer 1,8 gram en ze zijn tot ongeveer 65 millimeter lang. De juvenielen lijken al direct op de ouderdieren en hebben dan reeds stekels. Er is waargenomen dat lege nesten van de bergduivel geen eierschalen bevatten, wat doet vermoeden dat de juvenielen hun eierschaal opeten. Dit is van andere reptielen niet bekend.
De juvenielen zijn moeilijk op geslacht te selecteren door naar het uiterlijk te kijken, ten minste het eerste jaar. Na het eerste jaar beginnen de vrouwtjes sneller te groeien dan de mannetjes. Na drie jaar zijn de juvenielen volwassen en geslachtsrijp, pas na vijf tot zes jaar bereiken ze hun uiteindelijke grootte. De maximale leeftijd van de bergduivel in het wild kan oplopen tot 20 jaar.

## Voedsel
De bergduivel eet vrijwel uitsluitend mieren en is dus formicivoor ofwel mierenetend. De bergduivel zoekt vaak een van de vaste looproutes van de mieren naar een vocht- of voedselbron. De hagedis is erg efficiënt en kan tot 45 mieren per minuut oplikken. De mieren worden met de snelle en uitsteekbare tong razendsnel gegrepen.
De mierennesten worden ongemoeid gelaten om een massale aanval van de soldaten te voorkomen, alleen de mieren die in colonnes over zogenaamde mierenpaadjes lopen tussen een voedselbron en het mierennest worden gegeten. Omdat de mieren klein zijn en een enkele mier niet veel voedingsstoffen maar wel relatief veel onverteerbare delen bevat, worden per keer vele mieren gegeten, tot wel 2000 mieren per maaltijd. De agame eet vooral mieren uit het geslacht Iridomyrmex en met name Iridomyrmex flavipes. Andere soorten mieren die wel worden gegeten zijn soorten uit de geslachten Camponotus, Crematogaster, Ectatomma, Monomorium, Pheidole en Polyrhachis. De bergduivel kan langere tijd zonder voedsel zodat het tijden van schaarste kan overleven.
De hagedis krijgt naast mieren weleens andere voedseldelen binnen zoals bloemen, andere insecten en takjes. Waarschijnlijk worden deze niet bewust gegeten maar worden gegeten als bijvangst omdat de mieren andere insecten en bloemen naar het nest vervoeren.

## Vijanden en verdediging

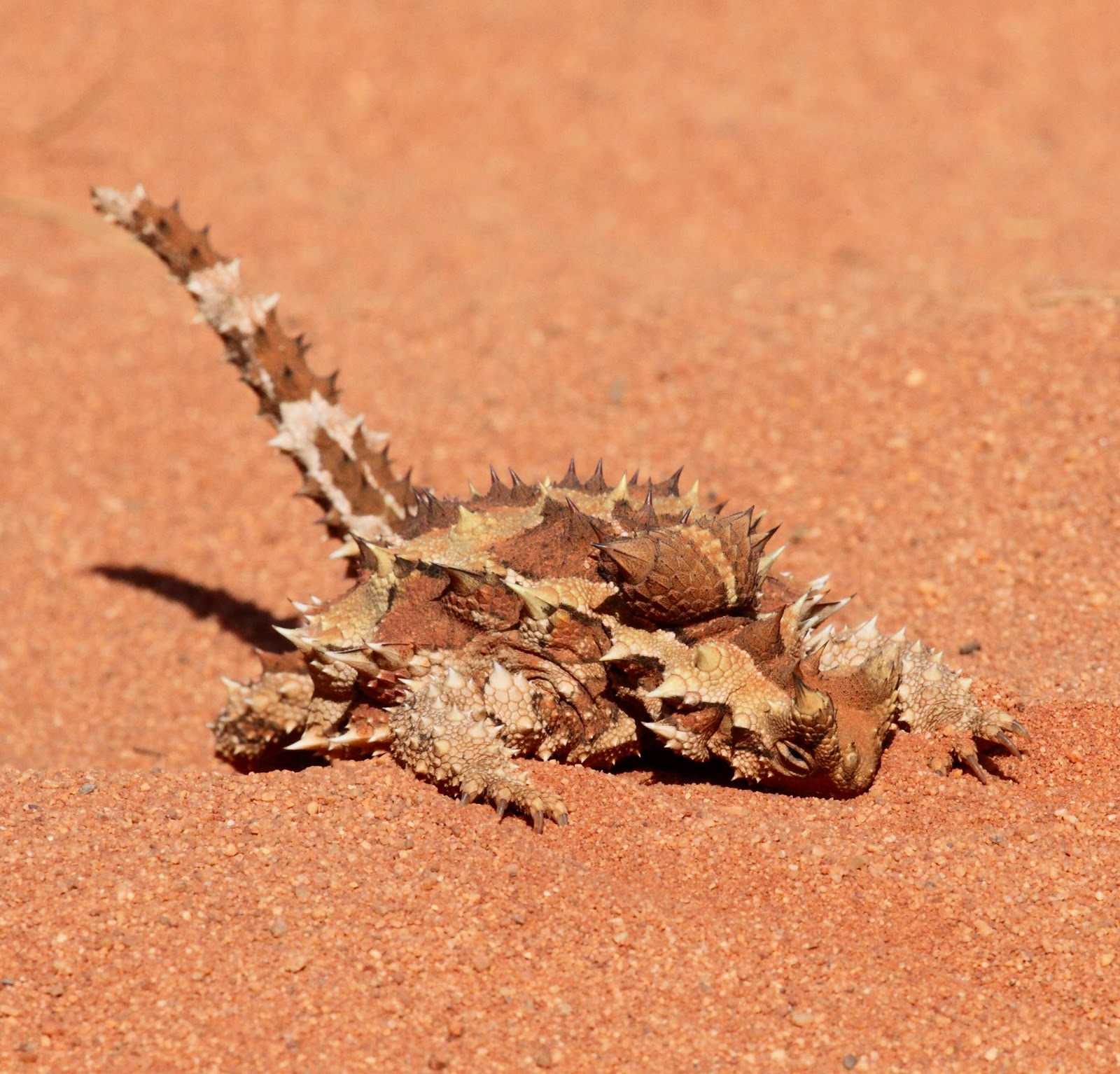
Verdedigingshouding.

Bij bedreiging houdt de bergduivel zich doodstil, als het dier wordt gemolesteerd blaast het zich vol met lucht zodat het lichaam groter wordt. Verder kent de hagedis geen enkele vorm van actieve verdediging. De bergduivel is erg traag, is niet giftig en kan niet bijten. De bergduivel heeft simpelweg een te kleine bek die ongeschikt is om te bijten.
Toch heeft de bergduivel weinig natuurlijke vijanden door de hoog ontwikkelde vorm van passieve verdediging bestaande uit de vele stekels. De stekels zijn in feite omgebouwde schubben, de stekels zijn relatief dik en lang en zijn over het gehele lichaam gelegen, zelfs op de buik. De lange stekels zijn gekromd en deze combinatie maakt de hagedis oneetbaar voor vijanden. Het is voor veel Australische predatoren zoals slangen en roofvogels niet moeilijk om de bergduivel te doden maar het doorslikken van het lichaam is een ander verhaal. Als de stekels in het spijsverteringskanaal terechtkomen, kunnen ze hierin blijven haken en veroorzaken veel schade. Veel roofdieren bestuderen een prooi voordat ze deze aanvallen en veel predatoren kiezen ervoor de bergduivel met rust te laten door de stekelige schubben.
Dieren die waarschijnlijk ook op de bergduivel jagen zijn verschillende slangen en varanen. Ook sommige exoten zijn mogelijk een gevaar, zoals de wilde hond (Canis lupus familiaris) en de vos (Vulpes vulpes). Dieren waarvan bekend is dat ze regelmatig een bergduivel doden en eten zijn de Australische trap (Ardeotis australis), een vogel uit de trappenfamilie, en de buizerdwouw (Hamirostra melanosternon). Deze vogels verscheuren de hagedis en slikken het vlees in stukken door.
Een belangrijke vijand van de bergduivel zijn parasieten zoals rondwormen. Deze kleine wormachtige diertjes worden ook wel nematoden genoemd en gebruiken de mieren als tussengastheer om zich in de bergduivel te ontwikkelen. Omdat het menu grotendeels uit mieren bestaat is de agame kwetsbaar voor besmetting. Voorbeelden van parasitaire wormen zijn soorten uit het geslacht Abbreviata en de soort Parapharyngodon kartana. Ook de platworm Oochoristica piankai komt voor in de ingewanden van de bergduivel, de worm is zelfs voor het eerst gevonden in de agame.

## Naamgeving en taxonomie

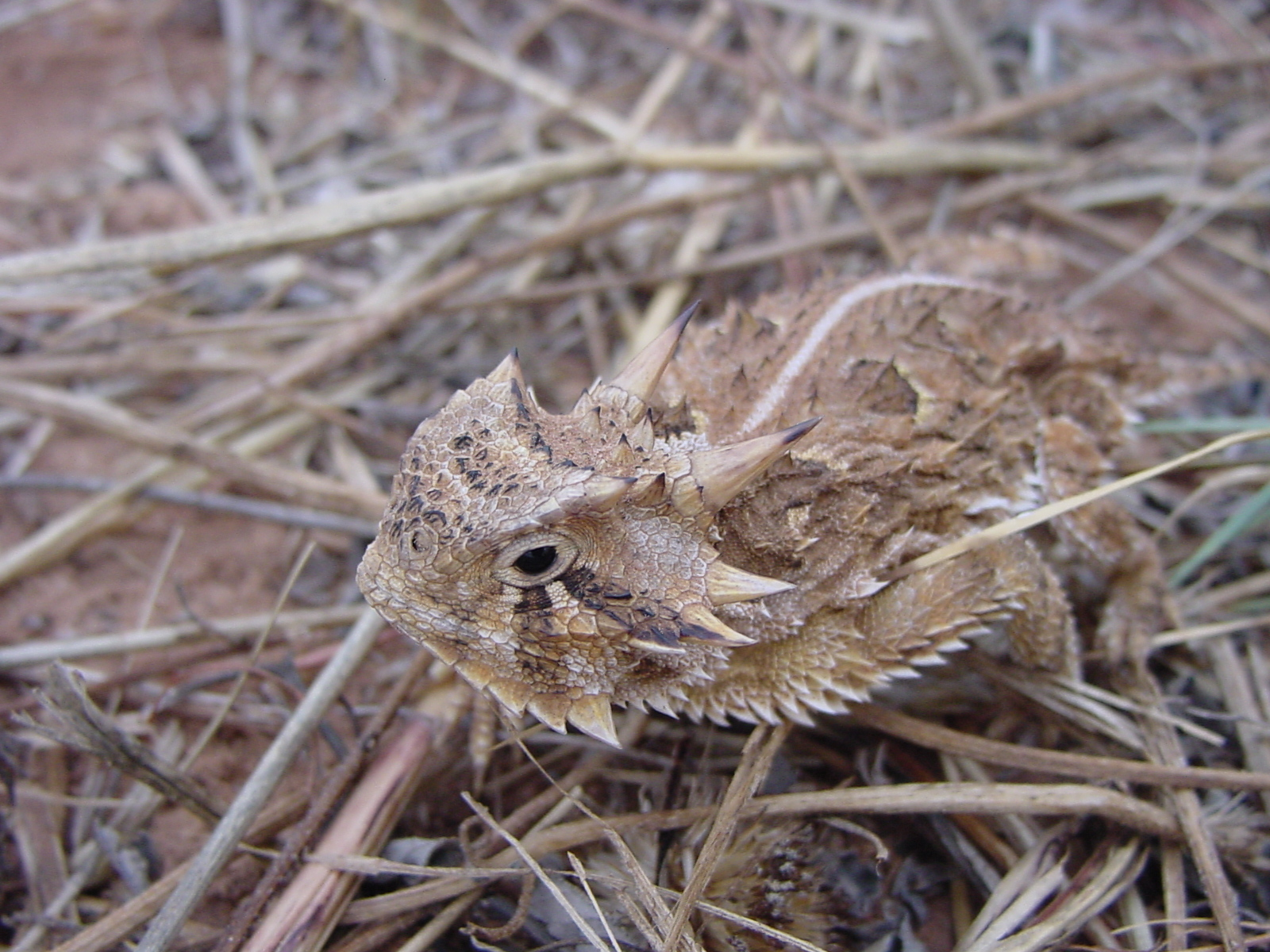
De hagedissen uit het geslacht Phrynosoma vertonen een vorm van convergente evolutie.

Deze wetenschappelijke naam Moloch is afkomstig van de god Moloch of Molek die onder andere door de Feniciërs werd vereerd. Moloch was de God van het vuur, aan Moloch werden kinderen geofferd door ze in het vuur te werpen.
De soortnaam horridus komt uit het Latijn en betekent ruw of scherp, het heeft als secundaire betekenis afschrikwekkend. De naam slaat op het afstotende uiterlijk van de hagedis en ook de inheemse bevolking beschouwt de bergduivel als een gevaarlijk dier.
De wetenschappelijke namen van dieren willen nog weleens veranderen maar de bergduivel is sinds de originele beschrijving door John Edward Gray in 1841 niet meer veranderd. De hagedis werd later ook beschreven als Acanthosaura gibbosus door Berthold maar deze naam werd beschouwd als 'doublure' en is verworpen.
In Australië komen vanwege de geïsoleerde ligging enkele bijzondere dieren voor die niet lijken op hun verwanten in de rest van de wereld. Een voorbeeld is de kangoeroe en de bergduivel is eveneens niet te vergelijken met andere agamen. De groep van hagedissen die zich uiteindelijk tot de moderne bergduivel heeft geëvolueerd heeft zich al 15 miljoen jaar geleden afgesplitst van de andere moderne groepen van agamen.
De bergduivel wordt wel gezien als de Australische variant van de Noord-Amerikaanse padhagedissen uit het geslacht Phrynosoma. Deze padhagedissen behoren niet tot de agamen maar hebben een vergelijkbare levenswijze, net als de bergduivel eten zij van grote hoeveelheden mieren. Ook zijn de padhagedissen voorzien van hoorns en stekels en leven in droge gebieden. De stuitende gelijkenis in de verschillende aanpassingen van twee heel andere groepen van hagedissen is een van de bekendste voorbeelden van convergente evolutie.